# Accélération de Fermi
Pour les articles homonymes, voir Accélération et Fermi.
En physique, l'accélération de Fermi, du nom du physicien italien Enrico Fermi, désigne l'accélération qu'une particule chargée subit quand elle est réfléchie dans un miroir magnétique . Ce mécanisme est d'une importance centrale en astrophysique pour comprendre les chocs, par exemple dans les éruptions solaires et les rémanents de supernovæ.

## Deux types d'accélération de Fermi
Il y a deux types d'accélération de Fermi, dites du «premier» et du «second» ordre . Le premier apparaît dans les chocs et le second dans l'environnement de nuage de gaz magnétisés. Dans les deux cas, l'environnement doit être sans collision pour que le mécanisme soit efficace. En effet, l'accélération de Fermi s'applique aux particules avec des énergies qui excèdent l'énergie thermique du gaz, et de fréquentes collisions avec les particules alentour causeraient de fortes pertes d'énergies et aucune accélération n'aurait lieu.

### Accélération de Fermi du premier ordre
Les ondes de chocs dans les plasmas chargés   ont des inhomogénéités magnétiques à la fois devant et derrière le choc. Considérons le cas d'une particule chargée qui traverserait l'onde de choc. Si elle rencontre un changement de champ magnétique sur son chemin, elle peut être réfléchie en arrière à une vitesse supérieure. Si cela se produit encore une fois dans l'autre sens, elle va encore une fois gagner en énergie. Ces réflexions multiples accroissent l'énergie de la particule, qui peut atteindre des vitesses dites "relativistes", c'est-à-dire proches de la vitesse de la lumière. Le spectre d'énergie d'une distribution de particules subissant ce processus d'accélération (en supposant que ces particules n'ont pas d'effet notable sur la structure du choc) se trouve être de la forme d'une loi de puissance :

{\displaystyle {\frac {dN(\epsilon )}{d\epsilon }}\propto \epsilon ^{-p}} 

où {\displaystyle p\gtrsim 2}. 

La désignation "du premier ordre" de l'accélération vient du fait que le gain en énergie pour chaque traversée du choc est proportionnelle à {\displaystyle \beta _{s}}, qui est la vitesse du choc divisée par la vitesse de la lumière.

#### Le problème de l'injection
Un mystère reste néanmoins concernant ce processus de Fermi du premier ordre, appelé "le problème de l'injection". Dans l'environnement d'un choc, seules les particules dites "supra-thermiques", qui ont donc une énergie supérieure à l'énergie thermique des particules du gaz peuvent traverser le choc et "commencer le jeu" de l'accélération. La raison pour laquelle, initialement, ces particules avaient une telle énergie reste pourtant inconnue.

### Accélération de Fermi du second ordre
L'accélération de Fermi du second ordre désigne l'énergie gagnée pendant le trajet d'une particule chargée en présence d'un miroir magnétique se déplaçant de manière aléatoire. Si le miroir magnétique se déplace en direction de la particule, cette dernière va gagner en énergie durant sa réflexion. C'est l'inverse qui se passe si le miroir se déplace dans l'autre direction. Ce processus a été utilisé en 1949 par Enrico Fermi pour expliquer le mode de formation des rayons cosmiques. Dans ce cas, le miroir magnétique est un nuage interstellaire magnétisé en mouvement. Dans un environnement en mouvement, Fermi a montré que la probabilité de collision frontale (celle qui permet à la particule de gagner en énergie) était plus grande que la collision opposée. Donc en moyenne, les particules sont accélérées. Ce processus aléatoire est maintenant appelé accélération de Fermi "du second ordre", parce que le gain moyen en énergie pour chaque réflexion est proportionnel à la vitesse du miroir au carré  : {\displaystyle \beta _{m}^{2}}. 
De manière surprenante (puisque le gain est linéaire d'un côté, et au carré de l'autre), le spectre en énergie résultant de ce processus est très similaire à celui de l'accélération du premier ordre. 